# Stanislava Chrdlová
Stanislava Chrdlová, rozená Moresová (mezi esperantisty známá jako Stanjo; 1. října 1954 Vracov – 28. ledna 2000 Praha), byla česká esperantistka, manželka esperantisty a nakladatele Petra Chrdleho a spolumajitelka nakladatelství KAVA-PECH.
Vystudovala gymnázium v Kyjově, pedagogickou fakultu v Olomouci a následně vyučovala na 1. stupni ZŠ do roku 1993, odkdy byla společnicí manžela v jeho Kongresové a vzdělávací agentuře KAVA-PECH a stejnojmenném nakladatelství.
V roce 1969 se naučila esperanto a už v roce 1972 složila u Českého esperantského svazu zkoušku opravňující k výuce esperanta. Esperanto vyučovala zejména formou krátkých intenzivních kurzů nejen v ČR, ale i v zahraničí, mj. v San Marinu a Jižní Koreji, převážně přímou metodou. V Koreji to byla její druhá, večerní aktivita, po intenzivní konversační výuce češtiny.
Od roku 1994 až do své smrti vykonávala funkci vedoucího delegáta Světového esperantského svazu pro ČR.

## Díla
- Esperantem za tři měsíce (s Petrem Chrdlem), 175 str. KAVA-PECH, 1996, (třetí vydání), ISBN 80-85853-84-1
- Baza ĉeĥa konversacio (s Miroslavem Malovcem), 32 str. KAVA-PECH, 1996, ISBN 80-85853-61-2
- Kantoj por ĝojo - KAVA-PECH, 64 str., 2000, ISBN 978-80-87169-00-1
- Esperanto od A do Z (s Petrem Chrdlem), 201 str., KAVA-PECH, 2017 (druhé vydání), ISBN 978-80-87169-88-9